# August von Rüpplin

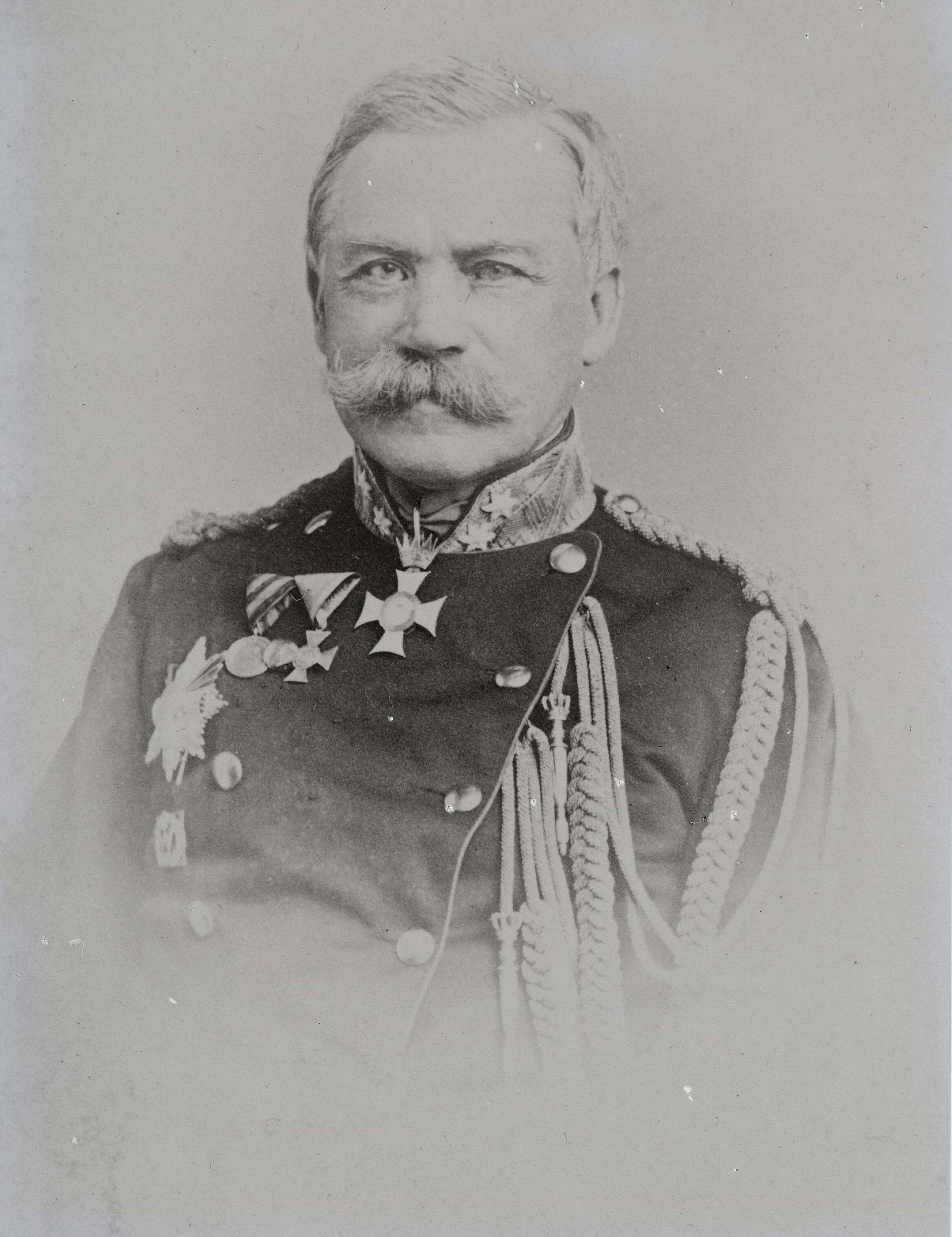
August von Rüpplin (1797–1867)

Karl August Freiherr von Rüpplin von und zu Keffikon (* 28. November 1797 an Bord eines britischen Schiffs vor Portoferraio, Elba; † 26. August 1867 in Tarasp, Graubünden) war ein württembergischer Generalleutnant und Kriegsminister.

## Leben
August von Rüpplin war der Sohn eines schweizerischen Offiziers. Sein jüngerer Bruder Theodor Joseph von Rüpplin (1798–1873) war Oberst und Rat im Kanton Thurgau. 1807 trat Rüpplin als Kadett in die Württembergische Armee ein. Im Jahre 1813 erreichte er den Dienstgrad eines Unterleutnants der Kavallerie und nahm bis 1815 an den Befreiungskriegen teil. Im April 1816 erfolgte seine Versetzung zum Stab des Generalquartiermeisters. Von 1822 bis 1830 arbeitete er als Gouverneur des Prinzen Karl von Hohenzollern-Sigmaringen. Mit diesem besuchte er auch die Universitäten in Tübingen, Göttingen und Berlin. Im September 1835 wurde Rüpplin Adjutant des Königs Wilhelm und bald danach zum Major befördert. In den Jahren 1836 und 1837 war er Bevollmächtigter der Württembergischen Armee beim Bundestag in Frankfurt am Main, 1839 Vorstand der Geheimen Kriegskanzlei. 1840 stieg er zum Oberstleutnant und 1842 zum Oberst auf. Vom 24. Juni 1848 bis zum 28. Oktober 1849 leitete Rüpplin als Generalmajor das Kriegsministerium.
Seiner eigenen Bitte um Entlassung wurde im Herbst 1849 entsprochen. Er errang ein Mandat für die Erste Verfassungsrevidierende Landesversammlung, die vom 1. bis zum 22. Dezember 1849 tagte. Danach befand er sich bis 1857 im Ruhestand, ließ sich aber 1857 reaktivieren und übernahm das Kommando der 3. Infanterie-Brigade in Ludwigsburg. 1863 ging er zur Bundesinspektion in Berlin. Im März 1865 ernannte ihn der neue König Karl zu seinem ersten Adjutanten und beförderte ihn zum Generalleutnant. Als Regierungskommissär wohnte er 1867 der Einweihung des Denkmals für die in den Gefechten bei Tauberbischofsheim im Jahr zuvor gefallenen württembergischen Soldaten bei. 
Rüpplin engagierte sich als Vorstand des württembergischen Kunstvereins und als Präsident der württembergischen Invalidenstiftung. Er starb 1867. Seine letzte Ruhestätte fand er auf dem Stuttgarter Fangelsbachfriedhof.

## Familie
Rüpplin war verheiratet mit Emma (1807–1881), der Tochter des Oberregierungsrats Rudolf von Kleiner im württembergischen Innenministerium. Aus der Ehe gingen drei Kinder hervor, darunter:
- Karl (* 2. Juli 1830; † 13. April 1871), Hauptmann und Kommandant der 5. Feld-Batterie[2] ⚭ Olga Linckh (* 6. August 1841)

## Ehrungen
- Kommenturkreuz des Ordens der Württembergischen Krone
- Kommenturkreuz des Militär-Verdienstordens
- 1863 Großkreuz des Friedrichs-Ordens
- Großkreuz des belgischen Leopoldsordens
- Großkreuz des Russischen Ordens der Heiligen Anna
- Großkreuz des Ordens vom Zähringer Löwen
- Roten Adlerordens II. Klasse mit Stern